# Diacyclops disjunctus
Diacyclops disjunctus – gatunek widłonoga z rodziny Cyclopidae, nazwa naukowa gatunku została po raz pierwszy opublikowana w 1927 roku przez austriackiego hydrobiologa J. Thallwitza.